# Charles-Adolphe Gand
Pour les articles homonymes, voir Gand (homonymie).
Charles-Adolphe Gand, né le 11 décembre 1812 à Paris et mort le 24 janvier 1866  à Paris, est un membre d'une célèbre famille de luthiers français des XVIIIe et XIXe siècles.

## Biographie
Fils aîné et élève de Charles-François Gand (luthier de la chapelle du roi), il travaille avec son père jusqu'au décès de celui-ci en 1845 et prend la tête de l'atelier jusqu'en 1855. Durant ces dix années, il fabrique de beaux et bons violons très recherchés, car assez rares.
En 1855, il s'associe avec son frère Charles-Nicolas-Eugène Gand et la maison devient alors « Gand frères ».
Après le décès de Charles-Adolphe, le frère cadet fusionne avec l'autre grande famille de luthiers parisiens, les Bernadel. À partir de 1866, ils se nomment « Gand & Bernadel frères ». Les instruments et les ateliers successifs (rue Croix-des-Petits-Champs, passage Saulnier) ont une réputation excellente, non seulement auprès des musiciens d'orchestre, mais aussi auprès de solistes tels que Brian Lewis, qui joue un Gand frères, ou bien encore de jeunes musiciens professionnels tels que Emmanuel Lécureuil (violoncelle) ou B. Salmon, C. Meyer (violons).
Contrairement à l'autre grand luthier parisien, Jean-Baptiste Vuillaume, les Gand & Bernardel ne font pas de copies en imitation, avec fausses usures de vernis par exemple, mais des violons au vernis plein, la plupart du temps rouge sur fond jaune, l'usure naturelle laissant peu à peu apparaître la couche de jaune aux points de contact. Ils assument donc totalement et courageusement leur travail de confection de violons neufs, sans sacrifier à la mode de violons en imitations.

## Distinction
- Chevalier de la Légion d'honneur[4]